# تاج الدين
تاج الدين، المعروف سابقًا باسم ملك التاميل تشيرامان بيرومال (تترجم حرفيا. "سيد الشيراس العظيم")، لعب دورًا مهمًا في التاريخ كأول ملك هندي يعتنق الإسلام. بعد إسلامه، أطلق عليه السيدهار لقب مكة فوكوبونا بيرومال (تترجم حرفيا. "الإمبراطور الذي ذهب إلى مكة"). قصة تحوله مليئة بالأحداث المثيرة للاهتمام، مع لحظة محورية تدور حول الانقسام الغامض للقمر.

## حادثة انشقاق القمر الغامضة

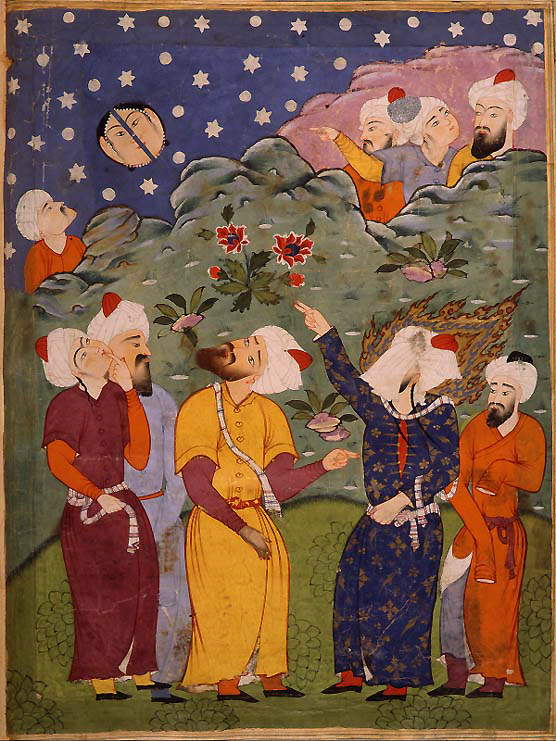
ويشير محمد إلى انشقاق القمر. لوحة مائية مجهولة من القرن السادس عشر من فالنامة ، وهو كتاب نبوة فارسي. محمد هو الشخص المحجب على اليمين.

كما تقول الرواية، كان شيرامان بيرومال، الذي يُحتمل أن يُدعى باسكارا رافي فارما، يتنزه في وقت متأخر من الليل مع إحدى ملكاته المفضلة في حديقة القصر. خلال هذه المشية الهادئة، شهد وحده انشقاق القمر غير المعتاد، وهو الحدث الذي حيره. سارع بالعودة إلى عاصمة مملكة شيرا، وطلب مشورة علماء الفلك الهندوس، سيدهار، المشهورين بخبرتهم في الأمور السماوية.[بحاجة لمصدر]
وعلى الرغم من النظام الرياضي الهندوسي المتقدم، لم يتمكن علماء الفلك من تحديد الوقت والإحداثيات الدقيقة لهذه الظاهرة القمرية، مما أثار فضول تشيرامان. وانتهز لحظة مناسبة عندما زار قصره التجار العرب من قبيلة بني قريش، واستفسر عن الحدث الذي حدث في السماء الشرقية. وفي القرن العاشر كتب الطبري عن هذا في تاريخ الطبري، كما ناقشه فيريشتا في تاريخه. وكلاهما يتفق مع المعلومات المقدمة.

## رحلة إلى مكة ولقاء النبي محمد

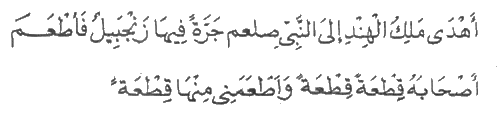
وعن أبي سعيد الخدري أن ملكاً من الهند أهدى النبي محمد جرة مملوءة زنجبيلاً. فقسم النبي الزنجبيل على أصحابه، وأعطى كل واحد منهم قطعة. فأخذ أبو سعيد الخدري قطعة فأكلها. وهذه الرواية موجودة في " المستدرك على الصحيحين " للحاكم النيشابوري.

وصل التجار العرب إلى ميناء مالابار المزدحم، والذي كان يُعرف كمركز للتجارة العالمية، وأرادوا مقابلة الملك للحصول على إذنه بالسفر إلى إيلام. وأثناء حديثهم، أخبر التجار الملك بخبر النبي محمد، ونتيجة لذلك، عين ابنه وصيًا على مملكته ورافق التجار العرب للقاء النبي شخصيًا. بدافع الرغبة في المعرفة، قرر شيرمان الشروع في رحلة حج إلى مكة، حيث خطط للصلاة في معبد إله القمر العربي هبل وضريح أصنام قريش. وخلال رحلة الحج هذه، جعله القدر وجهًا لوجه مع النبي الإسلامي محمد.
في حرم الكعبة المقدسة، قدم شيرامان الهدايا، بما في ذلك مخلل الزنجبيل، لمحمد وأصحابه. ومن خلال الانخراط في محادثة باللغة العربية، طلب شيرمان الإرشاد من النبي فيما يتعلق بالحدث القمري المحير الذي شهده. في لحظة ذات أهمية عميقة، لعب بلال، أحد صحابة النبي محمد، دورًا محوريًا في توجيه شيرمان نحو طريق الإسلام.

## التحويل والاعتراف باسم تاج الدين
أعجب شيرمان بتعاليم الإسلام، واعتنق الإيمان على يد النبي محمد، الذي أطلق عليه اسم تاج الدين، الذي يعني "تاج الإيمان". كان هذا الحدث المهم بمثابة بداية الإسلام في شبه القارة الهندية، حيث أصبح تاج الدين أول مسلم هندي.

## وفاته
بعد وفاته في عمان أثناء عودته، تم دفن تاج الدين في صلالة. وبعد الانتهاء من مراسم تشييعه، توجه رفاقه إلى كيرالا حاملين رسالة من الملك. وقد حظي باحترام أقاربه ومرافقيه، وسمح لهم بنشر تعاليم الإسلام. أدت جهودهم إلى ظهور الإسلام في عام 629 م، والذي تميز ببناء أول مسجد في الهند في كودونغالور.[بحاجة لمصدر]
يعد قبر بيرومال، الذي تبنى اسم تاج الدين بعد اعتناقه الإسلام، موقعًا مقدسًا للحج في صلالة، حيث يجذب عددًا كبيرًا من المصلين. على الرغم من تواضع بنائه، إلا أن الموقع المقدس يتميز بقبر كبير مزين بأقمشة "تشدار" المزخرفة بشكل معقد. وبجوار القبر يوجد مسجد صغير تزين محيطه أشجار جوز الهند والحدائق.[بحاجة لمصدر]

## الإرث والأهمية التاريخية
يحمل اعتناق تاج الدين الإسلام أهمية تاريخية هائلة، ويرمز إلى التفاعل الثقافي والديني بين الهندوسية والإسلام. تعكس رحلته من ملك التاميل إلى أول مسلم هندي ثراء تراث الهند المتنوع وانفتاحها على الاستكشاف الروحي. [بحاجة لمصدر]